# Hidrovia Tietê-Paraná

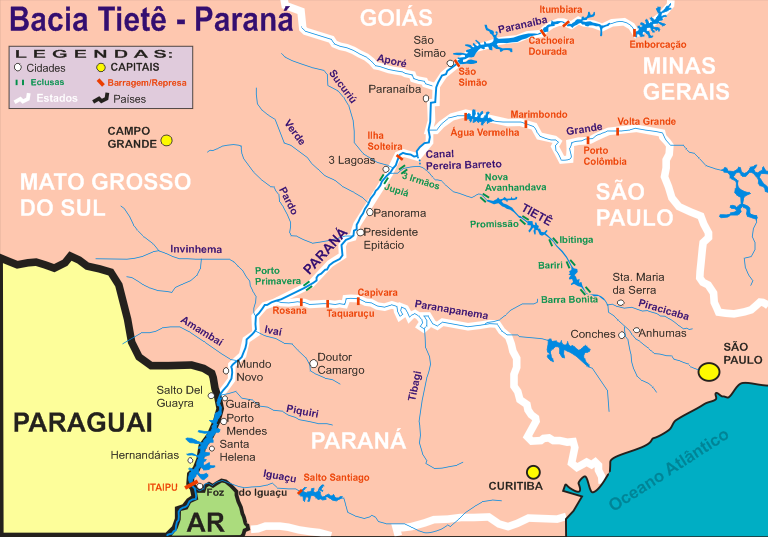
O mapa mostra a Bacia do rio Paraná, com destaque para o rio Tietê, um dos principais afluentes do rio Paraná.

Hidrovia Tietê-Paraná  é uma via de navegação situada entre as regiões sul, sudeste e centro-oeste do Brasil, que permite a navegação e consequentemente o transporte de cargas e de passageiros ao longo dos rios Paraná e Tietê. Um sistema de eclusas viabiliza a passagem pelos desníveis das muitas represas existentes nos dois rios. Possui uma extensão de 2,4 mil quilômetros, sendo 1,6 mil no Rio Paraná e 800 quilômetros no Rio Tietê.
É uma via muito importante para o escoamento da produção agrícola dos estados do Mato Grosso, Mato Grosso do Sul, Goiás e parte de Rondônia, Tocantins e Minas Gerais. A hidrovia movimentou dois milhões de toneladas de carga no ano de 2001. Possui doze terminais portuários, distribuídos em uma área de 76 milhões de hectares. A entrada em operação desta hidrovia impulsionou a implantação de 23 pólos industriais, 17 pólos turísticos e 12 pólos de distribuição. Gerou aproximadamente 4 mil empregos diretos.
Somente a hidrovia do Paraná movimentou, em 2010, mais de 3,7 milhões de toneladas de cargas. A hidrovia Tietê-Paraná, em 2013, movimentou cerca de 6,3 milhões de toneladas de carga, sendo a previsão para 2017 no valor de 7 milhões de toneladas. Foi a segunda hidrovia brasileira em quantidade de carga, sendo superada apenas pela quantidade transportada na bacia amazônica, que foi de cerca de 9,8 milhões de toneladas.
A implantação e a manutenção da hidrovia e todas ações que se referem à sua infraestrutura, com exceção das do rio Tietê (que estão a cargo do Departamento Hidroviário do estado de São Paulo), estão a cargo da Administração das Hidrovias do Paraná AHRANA (órgão da sociedade de economia mista federal vinculada ao Ministério dos Transportes, Companhia Docas do Estado de São Paulo - CODESP) 

## Extensão

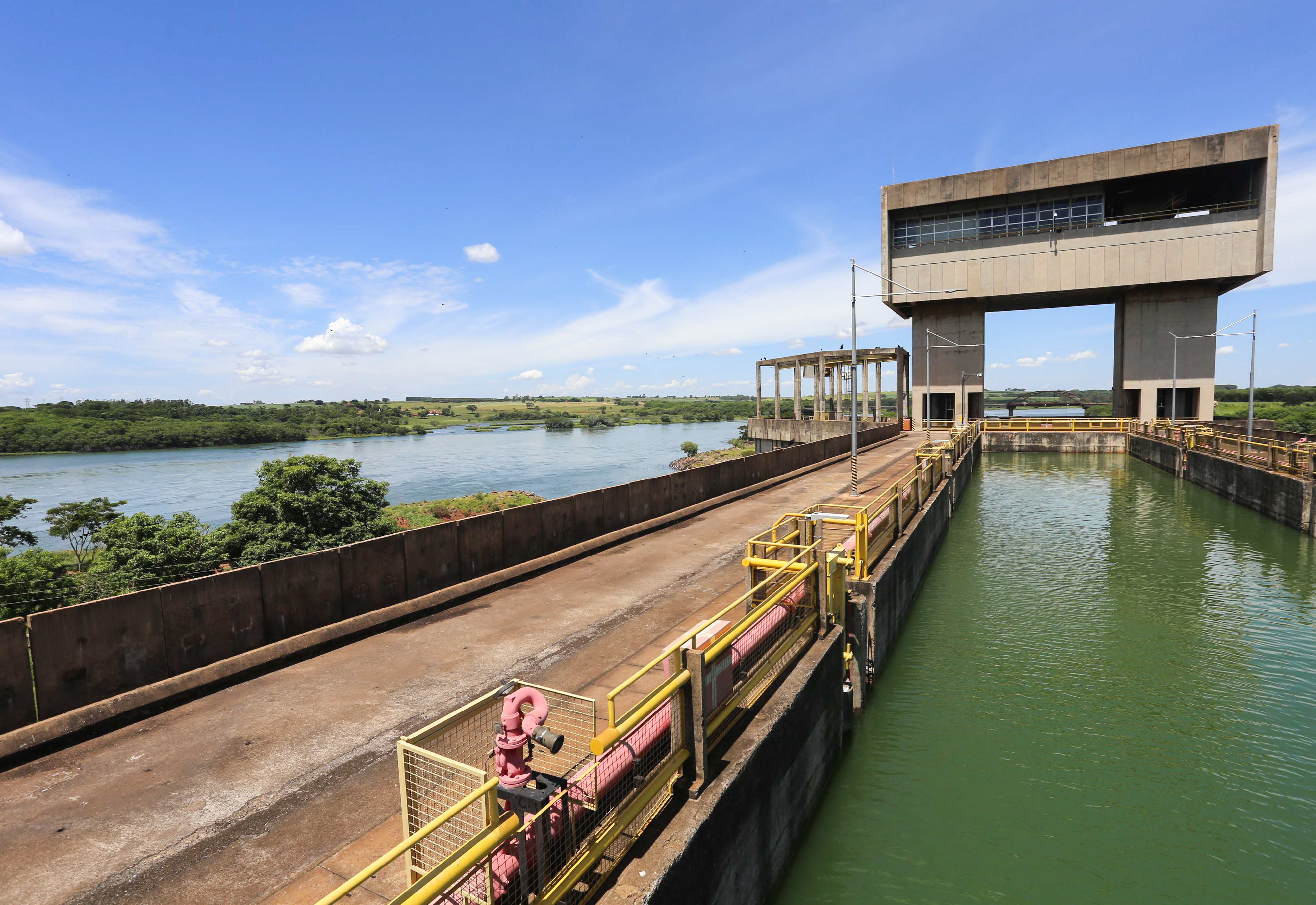
Canal de Navegação da Eclusa de Nova Avanhandava.

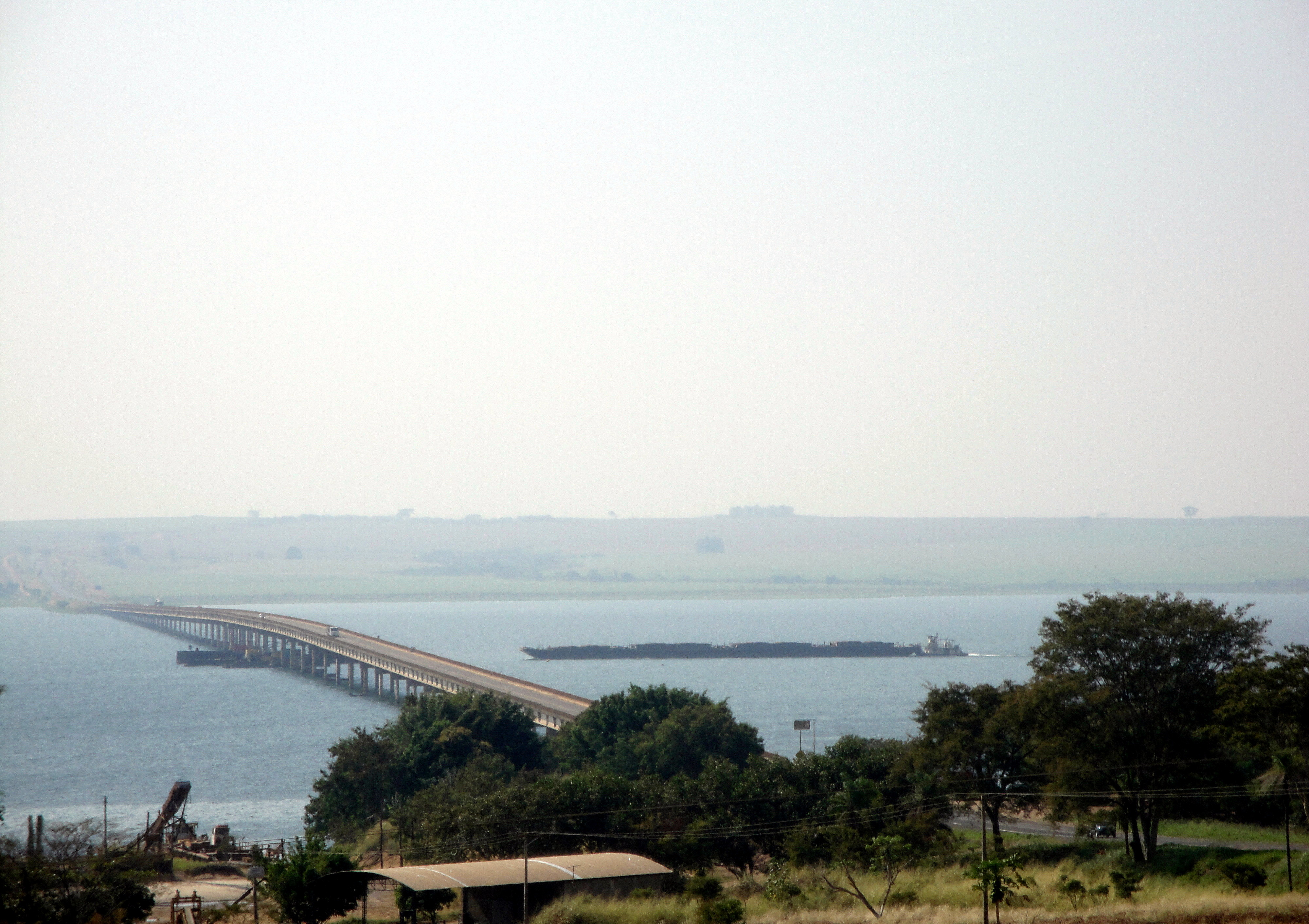
Ponte Engenheiro Gilberto Paim Pamplona (SP-333), sobre o rio Tietê, com 2,4 km de extensão, em Pongaí.

A hidrovia permite a navegabilidade no rio Piracicaba, desde o encontro com o rio Tietê até 22 km a montante, no rio Tietê, desde a cidade paulista de Conchas até o encontro do Tietê com o Paraná, numa extensão de 554 km, no rio Paranaíba, desde a base da barragem da Usina de São Simão até ao encontro com o rio Paraná, numa extensão de 180 km, no rio Grande, desde a base da barragem da Usina Hidrelétrica de Água Vermelha até ao encontro do rio Grande com o rio Paraná, numa extensão de 59 km, no rio Paraná  desde o encontro dos rios Grande e Parnaíba, até a barragem da Usina Hidrelétrica de Itaipu, numa extensão de 800 km e no canal Pereira Barreto, que liga a barragem Três Irmãos da Usina Hidrelétrica de Três Irmãos, no rio Tietê, ao rio São José dos Dourados, afluente da margem esquerda do rio Paraná, no Estado de São Paulo, numa extensão de 53 km.

## Ampliação
Em 2012 foi iniciado um trabalho de ampliação e melhoria da hidrovia, com benfeitorias orçadas em R$ 1,5 bilhão, com um convênio firmado entre o governo do estado de São Paulo e o governo federal. O objetivo era modernizar e ampliar a navegação na hidrovia, no trecho paulista. Deste montante, R$ 900 milhões foram provenientes do PAC 2 e R$ 600 milhões do governo do estado. O pacote contemplou a construção da barragem de Santa Maria da Serra, ampliando a navegação em 55 km, até o distrito de Ártemis e a extensão de 200 km entre os municípios de  Anhembi e Salto, com a construção de cinco barragens.
Em 2011, a hidrovia movimentou 5,8 milhões de toneladas de cargas como milho, soja, cana e areia. Em 2012 o sistema movimentou mais de 6,0 milhões de toneladas de cargas.
Para o início do transporte de etanol no trecho São Simão no estado de Goiás a Anhembi no estado de São Paulo pela hidrovia, o estaleiro Rio Tiete iniciou a construção em 2011, na cidade de Araçatuba, de oitenta barcaças e vinte empurradores fluviais, para a Transpetro, operadora do sistema. O projeto prevê o transporte neste trecho de cerca de quatro bilhões de litros por ano, equivalendo 40 000 viagens de caminhão.
Em janeiro de 2016, sua extensão total era de 2,4 mil quilômetros, sendo 1,6 mil no Rio Paraná e 800 quilômetros no Rio Tietê.

## Traçado da hidrovia

### Rio Tietê
| km     | Descrição                                      | Local                 |
| ------ | ---------------------------------------------- | --------------------- |
| km 0   | Início do trecho navegável                     | Mogi das Cruzes       |
| km X   | Barragem da Penha                              | São Paulo             |
| km X   | Trecho navegável de 41 km                      |                       |
| km X   | Barragem de Edgar de Souza (sem eclusa)        | Santana de Parnaíba   |
| km X   | Barragem de Pirapora do Bom Jesus (sem eclusa) | Pirapora do Bom Jesus |
| km X   | Corredeiras (trecho não-navegável)             | Salto                 |
| km X   | Passagem por cidade                            | Tietê                 |
| km 120 | Eclusa de Barra Bonita                         | Barra Bonita          |
| km 180 | Eclusa de Bariri                               |                       |
| km 252 | Eclusa de Ibitinga                             | Ibitinga              |
| km 357 | Eclusa de Promissão                            | Promissão             |
| km 406 | 2 Eclusas na Barragem de Nova Avanhandava      | Buritama              |
| km 545 | 2 Eclusas na Barragem Três Irmãos              | Pereira Barreto       |
| km 863 | Conexão com o Rio Paraná                       |                       |

### Rio Paraná
A Administração da Hidrovia do Paraná, dividiu a extensão navegável do rio Paraná em 4 trechos:
- O Trecho I da Hidrovia está situado entre a Usina Hidrelétrica de Itaipu, na cidade de Foz do Iguaçu, Paraná, e a entrada do Canal de Navegação, sob a Ponte Rodoviária Ayrton Senna, nas proximidades da cidade de Guaíra, Paraná, apresentando profundidades que variam entre 10 metros e 180 metros, com extensão de 170 km. Este trecho fica na região de fronteira entre o Brasil (estado do Paraná) e o Paraguai.[15]
- O Trecho II, com extensão de 245 km, estende-se desde o Canal de Navegação sob a Ponte Rodoviária Ayrton Senna até a UHE Eng.° Sérgio Motta (Porto Primavera). Este trecho está localizado na divisa dos estados de Paraná e São Paulo com o estado do Mato Grosso do Sul
- O Trecho III, com extensão de 270 km e totalmente situado no reservatório da UHE de Eng.° Sérgio Motta, na divisa dos estados de São Paulo e Mato Grosso do Sul. Neste trecho o Paraná passa pelas cidades de Presidente Epitácio e Panorama e recebe as águas do Rio Pardo (trecho III-A), onde possui um trecho navegável de 33 km no Mato Grosso do Sul.[15]
- O Trecho IV, com extensão de 225 km, apresenta boas condições de navegação desde a foz do Rio São José dos Dourados até o Complexo Portuário de São Simão (Goiás), com o percurso de 55 km no Rio Paraná, 170 km no Rio Paranaíba e 80 km no Rio Grande (trecho IV-A). Este trecho fica nas divisas dos estados de São Paulo e Minas Gerais, com mato Grosso do Sul.[15]